# Team Budget Forklifts
El Team Budget Forklifts, (codi UCI: BFL) va ser un equip ciclista professional australià. Fundat el 2008, tenia categoria Continental excepte la temporada 2010 que fou amateur. Va desaparèixer a principis de 2016.

## Principals victòries
- Melbourne to Warrnambool Classic: Sam Horgan (2013), Scott Sunderland (2015)
- New Zealand Cycle Classic: Michael Vink (2014)
- Volta a Hokkaidō: Joshua Prete (2014)
- Volta al llac Taihu: Sam Witmitz (2014)
- Tour dels Aiguamolls costaners de Yancheng: Jesse Kerrison (2014)

### Grans Voltes
- Tour de França
  - 0 participacions

- Giro d'Itàlia
  - 0 participacions

- Volta a Espanya
  - 0 participacions

## Classificacions UCI
L'equip participa en les proves dels circuits continentals i principalment en les curses del calendari de l'UCI Oceania Tour. Aquesta taula presenta les classificacions de l'equip als circuits, així com el seu millor corredor en la classificació individual.
UCI Amèrica Tour
| Temporada | Classificació per equips | Millor ciclista en la classificació individual |
| --------- | ------------------------ | ---------------------------------------------- |
| 2014      | 36è                      | Brodie Talbot (357è)                           |
| 2015      | 36è                      | Brendan Canty (315è)                           |

UCI Àsia Tour
| Temporada | Classificació per equips | Millor ciclista en la classificació individual |
| --------- | ------------------------ | ---------------------------------------------- |
| 2009      | 35è                      | Cameron Jennings (98è)                         |
| 2013      | 40è                      | Kristian Juel (155è)                           |
| 2014      | 10è                      | Sam Witmitz (11è)                              |
| 2015      | 39è                      | Scott Sunderland (59è)                         |

UCI Oceania Tour
| Temporada | Classificació per equips | Millor ciclista en la classificació individual |
| --------- | ------------------------ | ---------------------------------------------- |
| 2008      | 10è                      | Cameron Hughes (29è)                           |
| 2009      | 7è                       | Jack Anderson (21è)                            |
| 2011      | 6è                       | Luke Davison (9è)                              |
| 2012      | 4t                       | Mark O'Brien (6è)                              |
| 2013      | 2n                       | Jack Anderson (5è)                             |
| 2014      | 3r                       | Michael Vink (2n)                              |
| 2015      | 3r                       | Daniel Barry (8è)                              |